# Abdelrahman Ahmed
Abdelrahman Ossama Ahmed (* 7. Oktober 1988 in Kairo) ist ein ägyptischer Taekwondoin. Er startet in der Gewichtsklasse bis 80 Kilogramm.
Ahmed bestritt seine ersten internationalen Titelkämpfe bei der Weltmeisterschaft 2011 in Gyeongju, wo er in seiner Gewichtsklasse mit zwei Auftaktsiegen das Achtelfinale erreichte, dort jedoch knapp gegen Ramin Azizov ausschied. Zu Beginn des folgenden Jahres erreichte er beim Olympiaqualifikationsturnier in seiner Heimatstadt in der Klasse bis 80 Kilogramm das Finale gegen Issam Chernoubi und sicherte sich die Teilnahme an den Olympischen Spielen 2012 in London.